# Brian Pillman
Brian William Pillman (Cincinnati, Ohio, 22 de mayo de 1962-Bloomington, Minnesota, 5 de octubre de 1997) fue un luchador profesional y jugador de fútbol americano estadounidense. Es recordado por sus haber trabajado para las empresas World Wrestling Federation (WWF), Extreme Championship Wrestling (ECW), y World Championship Wrestling (WCW).
Dentro de sus logros destaca una vez el Campeonato de Parejas de los Estados Unidos de WCW, dos veces el WCW Light Heavyweight Championship, una vez el WCW World Tag Team Championship, y una vez el NWA World Tag Team Championship.

## Primeros años
Pillman nació el 22 de mayo de 1962, de una madre galesa llamada Mary; tenía tres hermanas, dos de ellas llamadas Angie y Linda, además de un hermano. Su padre falleció de un ataque cardíaco cuando Pillman tenía tres meses en agosto de 1962.
De niño, Pillman desarrolló múltiples pólipos en su garganta y pasó entre treinta y un y treintaseis operaciones para tratarlos, muchos de éstos antes de la edad de tres años. Debido a sus problemas de salud Pillman pasó gran parte de su infancia en un hospital, solo yendo a casa en Navidad. Como consecuencia, la madre de Pillman eligió enviarlo a una escuela pública para que pudiera pasar más tiempo con sus amigos lo que hizo que se volviera el único presbiteriano de su familia, que era católica. Pillman jugaba muchos deportes entre estos basquetbol y hockey pero era algo frágil y era humillado constantemente por otros niños debido a su voz, la cual había sido dañada por muchas operaciones, lo que según su madre, lo habría incitado a aprender a boxear.

## Carrera como futbolista americano
Pillman se graduó de la Norwood High School en Norwood, Ohio, un suburbio de Cincinnati. Mientras estudiaba en la Universidad de Miami en Oxford, Ohio, Pillman jugaba futbol americano para los entonces Redskins (ahora RedHawks) como tacleador defensivo donde estableció récords en la categoría de "tacleadas por pérdida". Pillman luchó académicamente y necesitaba ayuda con los estudios para seguir jugando; encontró un tutor en Bill Minnich, un jugador de rugby. Siendo dos veces un all-american de segundo équipo, no fue elegido para el draft de National Football League y se uniría a los Cincinnati Bengals como un agente libre en 1984 (donde ganó el Ed Block Courage Award para su équipo) y posteriormente se fue a la Canadian Football League, donde jugó con los Calgary Stampeders en 1986. Pillman también jugó para los Buffalo Bills en partidos de pretemporada en 1985, pero fue él último jugador que fue sacado antes del inicio de la temporada. Sus intentos para entrar al equipo de los Bengals fueron cubiertos en una serie de artículos de The Cincinnati Enquirer. Pillman y John Harbaugh, actual entrenador de los Baltimore Ravens, fueron compañeros de habitación y jugadores defensivos en Miami.

## Carrera como luchador profesional

### Stampede Wrestling (1986-1989)
Tras el término de su carrera en el fútbol americano, Pillman se quedó en Canadá y empezó a entrenar como luchador profesional bajo la tutela de Stu Hart y sus hijos. Debutó en noviembre de 1986 en Stampede Wrestling, empresa del mismo Hart, con sede en Calgary.
Pillman rápidamente formó una pareja con Bruce, hijo de Stu Hart, dándose a conocer como Bad Company (no confundir con Badd Company). En abril de 1987, Bad Company ganó el Campeonato Internacional en Parejas de Stampede Wrestling al derrotar a Ron Starr y Cuban Assassin en las finales de un torneo. Su reino duró hasta octubre de 1987, cuando los títulos quedaron vacantes tras un controvertido final a una lucha entre Bad Company y sus oponentes, Jerry Morrow y Makhan Singh. Bad Company derrotó a Morrow y Singh en una revancha en noviembre de 1987 para recuperar los títulos, eventualmente perdiéndolos contra Morrow y Cuban Asssassin en julio de 1988.
Mientras luchaba en Stampede Wrestling, Pillman tenía una novia en esa instancia, Trisa Hayes, quien retrataba a su hermana con el objeto de subirle popularidad como face al dejarla sentada cerca del ringside y tener a los luchadores heel provocándola de tal manera que Pillman vendría a rescatarla.
Pillman terminó con Stampede el 13 de agosto de 1988, haciendo pareja con Bruce Hart y Jason the Terrible para derrotar a The Great Gama, Makhan Singh, y Johnny Smith en el evento principal. Él se dirigiría a la Continental Wrestling Association en Memphis para proseguir su carrera.
Tras terminar su paso por Stampede Pillman trabajó brevemente en 1989 en New Japan Pro Wrestling, donde luchó en contra luchadores como Masa Saito, Tatsumi Fujinami, Black Cat y Naoki Sano al igual que luchas en parejas con Big Van Vader contra Riki Choshu y Tatsumi Fujinami.

### National Wrestling Alliance / World Championship Wrestling (1989–1996)

#### Flyin' Brian (1989-1993)
En 1989, Pillman regresó a los Estados Unidos y comenzó a luchar en la World Championship Wrestling, donde fue conocido como Flyin' Brian debido a su habilidad atlética y variedad de maniobras aéreas. Él fue uno de los primeros luchadores estadounidenses en incorporar una variedad de movimientos de lucha libre mexicana en su arsenal. Pillman tuvo el Campeonato en Parejas de los Estados Unidos de la NWA junto a "The Z-Man" Tom Zenk entre febrero y mayo de 1990. Pillman posteriormente tuvo un feudo con Barry Windham, a quién él humillo mientras luchaba bajo una máscara con el nombre de Yellow Dog después de perder contra Windham en una lucha en la que el perdedor debería dejar la WCW (Pillman fue posteriormente restituido). También tuvo el efímero Campeonato Peso Semi-Pesado de la WCW dos veces entre octubre de 1991 y febrero de 1992, enfrentándose a Brad Armstrong, Jushin Thunder Liger, Richard Morton y Scotty Flamingo.
Pillman se volvió heel en septiembre de 1992, frustrado por la lesión de Brad Armstrong en la rodilla y vacando el título Semi-Pesado de la WCW, cuando tenía pactada una lucha contra Armstrong por el título en Clash of the Champions. En noviembre de 1992, formó una pareja con Barry Windham, peleando por los Campeonatos Mundiales en Parejas de la NWA y la WCW que tenían Ricky Steamboat y Shane Douglas. Windham y Pillman perdieron contra Steamboat y Douglas en Starrcade el 28 de diciembre. El equipo duró hasta enero de 1993, cuando Windham tenía puesta su mirada en el Campeonato Mundial Peso Pesado de la NWA.

#### Hollywood Blonds (1993-1994)
Pillman siguió buscando el oro en parejas al formar una pareja con "Stunning" Steve Austin, bajo el nombre de Hollywood Blonds. En la edición de WCW Power Hour del 27 de marzo de 1993, el dúo ganó los campeonatos al derrotar a Steamboat y Douglas.
Tras el feudo contra Steamboat y Douglas, ellos tuvieron un feudo con the Four Horsemen, principalmente con Ric Flair y Arn Anderson, burlándose de sus edades y parodiando el segmento de entrevistas de Flair, "A Flair for the Gold", con su propio programa llamado "A Flair for the Old". Pillman y Austin perderían los títulos en parejas de la NWA y la WCW contra Anderson y Paul Roma en Clash of the Champions XXIV (Lord Steven Regal sustituyó a Pillman, quien sufrió una lesión en la pierna en una lucha en parejas en un episodio de WCW Main Event antes de Clash of Champions). Después de que los Hollywood Blonds se separaron en octubre de 1993, Pillman se volvió face nuevamente, teniendo un feudo contra su antiguo compañero Austin. También buscaría obtener el Campeonato Mundial de Televisión de la WCW, cuyo campeón era Lord Steven Regal, con quién luchó en una lucha de 15 minutos que terminó en un empate en Spring Stampede.

#### Gira con ECW (1994)
Pillman se aventuraría en Extreme Championship Wrestling (ECW) en 1994, como parte de un intercambio de talento entre ECW y WCW. Su más notable lucha fue cuando estaba haciendo pareja con Shane Douglas en reemplazo a un lesionado Steve Austin, con Sherri Martel como su mánager, perdiendo contra Ron Simmons y 2 Cold Scorpio.

#### The Four Horsemen, The Loose Cannon y partida (1995-1996)
Pillman hizo su regreso en enero de 1995, originalmente bajo el nombre de California Brian (el cual fue desechado después de una semana), como un face quién se mudó a California para intentar ser actor para trabajar en Baywatch, mientras Pillman pasaba a ser un tweener, teniendo rivalidades con Brad Armstrong, Eddie Guerrero, Alex Wright y Marcus Bagwell durante el otoño. En septiembre de 1995, Pillman formó una pareja con Arn Anderson y empezaron a tener una rivalidad con Ric Flair. El 4 de septiembre de 1995, Pillman luchó su primera lucha en el episodio inaugural de Monday Nitro al derrotar a Jushin Thunder Liger en una revancha de SuperBrawl II. Tras costarle una lucha a Flair contra Arn Anderson en Fall Brawl, Flair reclutó la ayuda de Sting para hacer pareja contra Pillman y Anderson en Halloween Havoc. Pillman y Anderson atacaron a Flair antes de la lucha, forzando a Sting a salir solo. Cuando Sting necesitaba un relevo, Flair salió a último minuto y con un bendaje en su cabeza, fue relevado por Sting e inmediatamente lo atacó, quitándose el falso bendaje de su cabeza y revelando que fue todo un plan entre Pillman, Anderson y Flair desde el inicio. Esas acciones señalaron la reunión de The Four Horsemen. Esta encarnación era Flair, Anderson, Pillman y Chris Benoit.
Pillman había trabajado brevemente en Japón en 1991, mientras estaba en la WCW, pero su más largo periodo en New Japan Pro Wrestling a mediados de 1995 cuando participó en el torneo Best of the Super Juniors. Cuando en Japón luchó contra Dean Malenko, Tatsuhito Takaiwa, Black Cat, Koji Kanemoto, Shinjiro Otani, Gran Hamada, Black Tiger, Wild Pegasus, Alex Wright y El Samurai en luchas mano-a-mano y en parejas junto a Wright, Norio Honaga, Hamada o Malenko contra Akira Nogami, Koji Kanemoto, Takayuki Iizuka, El Samurai, Malenko y Honaga. También participó en otras luchas antes de regresar a la WCW.
Al término de 1995, Pillman desarrolló su gimmick de "Loose Cannon", cultivando una reputación por comportamiento inpredecible. Durante este periodo, Pillman cambió su aspecto atlético por una imagen más violenta y fuera de control. Incluso sus aliados, the Horsemen, en especial Anderson, estaban cautos sobre su comportamiento e intentaron en vano mantenerlo a raya. Casi la mayoría del tiempo, Pillman estaría ataviado en chaquetas de cuero, lentes de sol, joyería y poleras con dibujos de cráneos, monstruos y dichos en las mismas. Pillman frecuentemente disolvía la línea entre la realidad y la ficción con sus shoots que preparaba. En una lucha contra Eddie Guerrero el 23 de enero de 1996 en un episodio de Clash of the Champions, Pillman agarró al comentarista Bobby Heenan por el collar, provocando que Heenan (quién tenía un historial de problemas en el cuello) a vociferar "Que demonios estás haciendo?" en el aire.
Pillman reveló a Kevin Sullivan como un booker durante SuperBrawl VI en febrero de 1996 en una I Respect You match con correas de cuero donde el perdedor anunciaba que respetaba a su oponente, similar al "I Quit" match. Pillman perdió contra Sullivan, luego de que Pillman agarrara el micrófono y le dijera a Sullivan "Te respeto, booker man." Las palabras "booker man" fueron removidas del video comercial del evento. Al día siguiente después de Superbrawl VI, Pillman fue despedido por el presidente de la WCW Eric Bischoff. En la autobiografía de Bischoff, él dijo que Pillman había sido despedido para que fuera a desarrollar su gimmick de "Loose Cannon" en la ECW para luego volver a la WCW con más heat legítimo. Bischoff dice que fue un plan que él y Pillman habían preparado. Sin embargo no funcionaría para Bischoff ya que Pillman no regresó.

### Extreme Championship Wrestling (1996)
Inmediatamente después de su salida de la WCW, Pillman regresó a la promoción Extreme Championship Wrestling con base en Filadelfia, Pensilvania, apareciendo en la convención anual de internet, ECW CyberSlam, el 17 de febrero de 1996. Durante una entrevista conducida por Joey Styles, Pillman insultó a Bischoff, llamándolo un comentarista, un "peón", y un "pedazo de mierda". Luego dirigió su atención a la audiencia de la ECW, llámandolos de forma despectiva "smart marks". Luego de que Styles intentara finalizar la entrevista, Pillman amenazó con "sacar (su) Johnson" y orinar en el ring. Pillman fue confrontado por el dueño de la ECW Tod Gordon, el booker Paul Heyman, y el luchador Shane Douglas, quien pidió que fuera removido del ring por guardias de seguridad. Mientras era sacado del arena, Pillman atacó a un plant sentado en la audiencia con un tenedor que sacó de su bota. Aunque no luchó en la ECW, Pillman hizo algunas apariciones en la empresa, en una guerra verbal con Douglas, empezando un propuesto feudo.
Tras camerinos, obtuvo la ira de New Jack cuando se refirió al equipo que Jack tenía con Mustafa Saed como "Niggas with Attitudes" cuando interrumpió una de sus entrevistas, a modo de referencia al grupo de rap N.W.A.. Con su personaje de "Loose Cannon", Pillman se transformó en el centro de atención de las tres grandes empresas, mientras estaba en su camino a la World Wrestling Federation (WWF) después de tener pactada una lucha contra Shane Douglas en ECW. El 15 de abril de 1996, Pillman quedó lesionado de gravedad tras dormirse mientras manejaba su Hummer H1 en Kentucky y chocarlo contra un tronco de un árbol, volteando el vehículo. Estuvo en coma por una semana y tuvo un tobillo roto, forzando a los doctores a fusionarlo en una posición arreglada para caminar, forzando a Pillman a abandonar su estilo volador de lucha libre por un estilo más caído a tierra.

### World Wrestling Federation (1996–1997)

#### Pillman's got a gun
Pillman firmó un contrato con la World Wrestling Federation el 10 de junio de 1996, y anunció la firma en una rueda de prensa. Fue el primer luchador en firmar un contrato garantizado con la WWF, que indica el período en el que Vince McMahon comenzó a proteger a la empresa de la pérdida de talentos que se trasladaban en forma abrupta a la WCW, como Lex Luger, Kevin Nash y Scott Hall. Pillman trabajó como comentarista mientras se recuperaba del tobillo roto, volviendo a su rol como luchador después de atacar un fanático durante un episodio de Shotgun Saturday Night.
En el episodio de Raw del 4 de noviembre, Pillman formó parte del infame segmento de "Pillman's got a gun" con su excompañero Stone Cold Steve Austin. Cuando Pillman inicialmente llegó a la WWF, se alió con su amigo de antaño y excompañero de parejas, sirviendo como lacayo mientras se recuperaba. Sin embargo, Pillman empezó a favorecer notablemente al némesis de Austin, Bret Hart, antes de que Austin se hartara y lo atacara brutalmente en el ring durante una entrevista en un episodio de Superstars el 27 de octubre de 1996. Austin y Pillman tuvieron un feudo por algunas semanas, y Austin finalmente decidió tomar cartas en el asunto por sus medios y visitar a Pillman, a quién había lesionado, en su casa en Walton, Kentucky. El entrevistador Kevin Kelly se adentró en la casa de Pillman con un personal de cámaras y la familia Pillman, mientras los amigos de Pillman rodeaban la casa para protegerlo. Austin fue atacado por los amigos de Pillman tan pronto como llegó, pero rápidamente los pudo vencer. Luego procedió a entrar a la casa de Pillman y avanzó hacia su némesis. Sin embargo, Pillman respondió sacando una pistola que había mostrado previamente y la apuntó a Austin, mientras Kelly y Melanie, la esposa de Pillman gritaban por ayuda. La transmisión de la cámara se cortó, y luego la escena se oscureció. El director en escena se contactó con Vince McMahon y reportó que había escuchado "un par de explosiones". La transmisión fue restaurada poco antes del término de Raw, y los televidentes presenciaban a los amigos de Pillman arrastrar a Austin fuera de la casa mientras que Pillman apuntaba la pistola a Austin y anunciaba su intención de "matar a ese hijo de puta!". Pillman también dijo sin querer "salgan del puto camino!" en vivo, lo que provocó que fuera imposible editar y eliminar dicha parte. La WWF y Pillman posteriormente se disculparon por dicho segmento.

#### The Hart Foundation
Después de WrestleMania 13, Pillman regresó y se alió con sus amigos cercanos de la vida real Bret Hart, Owen Hart, The British Bulldog, y Jim Neidhart como parte de la antiestadounidense Hart Foundation, con quienes estaba absolutamente familiarizado debido a sus raíces en Stampede Wrestling y Pillman pasaría a ser heel. Empezó a tener un feudo con su excompañero, Steve Austin. El 6 de julio en In Your House 16: Canadian Stampede en el hogar de Bret, Calgary, Pillman y la Hart Foundation derrotaron al équipo estadounidense de Stone Cold Steve Austin, Goldust, Ken Shamrock, y The Legion of Doom en una lucha en parejas de 10 hombres en el evento principal.
Después de este feudo con Austin, tuvo un feudo con Goldust por querer tener a Marlena hasta su muerte. Pillman derrotó a Goldust en In Your House 17: Ground Zero. Esta pasaría a ser su última aparición en un pago por visión de la WWF. Durante el feudo Pillman y Marlena aparecerían en una serie de segmentos llamado "Brian Pillman's XXX-Files", en la cual Marlena sería forzada a vestir prendas provocativamente sexuales. Su lucha final en televisión fue en el episodio de Shotgun Saturday Night, derrotando a The Patriot por descalificación debido a interferencia de Goldust. Después de la lucha, Goldust persiguió a Pillman y Marlena fuera del arena antes del evento de pago por visión al día siguiente.

## Vida personal
Pillman y Terri Runnels estuvieron juntos mientras estaban en la World Championship Wrestling antes de su matrimonio con Dustin Rhodes. Más tarde se casó con Melanie el 17 de marzo de 1993. Ella ya tenía dos niños en ese momento, Alexis y Jesse. Él también tenía dos hijos, sus hijas, Daniela y Bretaña. Brian y Melanie tuvieron dos hijos, Brian Jr. y Skylar. Pillman nunca se enteró de que Melanie estaba embarazada de Skylar, quien nació el 5 de mayo de 1998, siete meses después de la muerte de Pillman en octubre de 1997.
A inicios de 2008, la hija adoptiva de Pillman, Alexis Reed entró a la lucha libre profesional como valet y su nombre en el ring fue "Sexy" Pillman Lexi. El 26 de noviembre de 2009, Reed falleció de lesiones adquiridas en un accidente automovilístico. Reed tenía 26 años.

## Muerte
El 5 de octubre de 1997, Pillman tenía una lucha pactada contra Dude Love en el pay-per-view In Your House: Badd Blood en St. Louis. El evento estaba a punto de iniciar (7pm) y Pillman no había llegado, Steve Austin recordó que Jim Cornette había sido instruido para averiguar el paradero de Pillman:  Cornette se contactó con el Budgetel Motel ubicado en Bloomington, Minnesota, donde Pillman se había quedado la noche anterior, y el recepcionista le dijo a Cornette que Pillman había sido encontrado muerto en su habitación por las encargadas del aseo a la 1:09, Hora Central. Tenía 35 años al momento de su deceso. Una autopsia encontró que la causa fue un ataque cardíaco. No obstante, Austin explicó que esto había sido por una enfermedad cardíaca arteriosclerotica que no había sido detectada con anterioridad, la cual también provocó la muerte de su padre.

## En lucha
- Movimientos finales
  - Air Pillman (Springboard clothesline)[10]

- Movimientos de firma
  - Chop block[10]
  - Crucifix armbar con neckscissors[10][11]
  - Diving crossbody,[10] sometimes while performing a corkscrew[10]
  - Dropkick,[10] sometimes from the top rope[10]
  - Enzuigiri
  - Leaping lariat[10]
  - Scoop powerslam
  - Snap DDT
  - Spinning heel kick
  - Tornado DDT[10]

- Managers
  - Marlena
  - Beulah McGillicutty

- Apodos
  - "Flyin'" Brian Pillman[10]
  - "California" Brian Pillman[10]
  - Brian "F'n" Pillman[10]
  - "The Walking / Ticking Time Bomb"[10]
  - "The Rogue Horseman"[10]
  - "The Loose Cannon"[10]

## Campeonatos y logros
- Pro Wrestling Illustrated
  - Situado en el Nº84 en los PWI 500 2003[12]

- Stampede Wrestling
  - Stampede Wrestling International Tag Team Championship (2 veces) – con Bruce Hart[13]
  - Stampede Wrestling Hall of Fame[14]

- World Championship Wrestling
  - NWA United States Tag Team Championship (1 vez) – con Tom Zenk[15]
  - WCW Light Heavyweight Championship (2 veces)[16][17]
  - WCW World Tag Team Championship (1 vez) – con "Stunning" Steve Austin[18]
  - NWA World Tag Team Championship (1 vez) - con "Stunning" Steve Austin[19]

- Wrestling Observer Newsletter awards
  - 5 Star Match (1991) con Sting, Rick Steiner, y Scott Steiner vs. Ric Flair, Larry Zbyszko, Barry Windham, y Sid Vicious (24 de febrero, WarGames match, WrestleWar)
  - Feud of the Year (1997) con Bret Hart, Owen Hart, Jim Neidhart, y Davey Boy Smith vs. Stone Cold Steve Austin
  - Most Underrated (1994)
  - Rookie of the Year (1987)
  - Tag Team of the Year (1993) con Steve Austin como The Hollywood Blonds